# آلوف بن

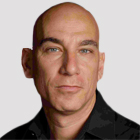
آلوف بن

آلوف بن (به عبری: אלוף בן) روزنامه‌نگار، تحلیل‌گر امور سیاسی-امنیتی اسرائیل و سردبیر کنونی روزنامه هاآرتص است.
وی در یک خانواده فرهنگ‌دوست یهودی در سال ۱۹۶۵ میلادی، در شهر رمت هشارون در استان تل‌آویو متولد شد.
آلوف بن دانش‌آموخته دانشگاه تل‌آویو و دانشگاه نورث‌وسترن است.
از وی مقالاتی در روزنامه نیویورک تایمز و مجلات امور خارجه و نیوزویک منتشر شده‌اند. وی هم‌چنین از ستون‌نویسان ثابت روزنامه گاردین است.